# Дудинка (притока Јенисеја)
Дудинка је река у Тајмирском Долгано-Ненетском општинском рејону Краснојарске Покрајине у Русијој Федерацији. То је релативно мала, десна притока реке Јенисеј. На ушћу ове реке налази се истоимено насеље Дудинка, које је добило име по реци, а које је данас највећа лука на Тајмиру.
Најближи већи град је Нориљск. 
Укупна дужина реке од извора до ушћа је 200 km. Ушће реке се налази 1989 km северно од Краснојарска и 401 km јужно од ушћа реке Јенисеј.